# Nordisk Atlantsamarbejde
Nordisk Atlantsamarbejde (NORA) er en grænseregional komité under Nordisk Ministerråds regionalpolitiske samarbejdsprogram, der fungerer som et mellemstatligt samarbejde. Den nordiske forankring og den projektorienterede arbejdsform giver NORA et godt grundlag for at iværksætte transnationalt samarbejde baseret på nordiske målsætninger og værdier.
NORA finansieres af Nordisk Ministerråd suppleret med et nationalt bidrag fra samarbejdets fire deltagere Færøerne, Grønland, Island og Kystnorge. NORAs komité, som består af tre medlemmer fra hvert af de fire deltagerlande, fastlægger den overordnede linje for NORAs arbejde i en flerårig strategi. NORAs hovedsekretariat er beliggende i Tórshavn på Færøerne. I de øvrige lande bemander fire kontaktpersoner sekretariaterne i Island, Grønland, Syd- og Vestnorge samt Nordnorge.
NORA skal bidrage til at styrke samarbejdet i regionen for at gøre Nordatlanten til en kraftfuld nordisk region kendetegnet ved en stærk, bæredygtig økonomisk udvikling. Det sker bl.a. ved at styrke samarbejdet mellem erhvervsvirksomheder og forsknings- og udviklingsorganisationer på tværs af landegrænserne.

## Målsætning
Det er således NORAs opgave: 
- at skabe politiske og faglige arenaer, hvor nordatlantiske problemstillinger drøftes og strategier og fælles initiativer udvikles
- at formidle og iværksætte projektsamarbejde
- at virke for udvikling i overensstemmelse med nordiske principper for bæredygtighed
- at udvikle NORA til en attraktiv platform for nordisk samarbejde med nabolandene